# Maplewood (New Jersey)
Maplewood è una città degli Stati Uniti d'America, nella Contea di Essex, nello Stato del New Jersey. 
Qui nella scuola superiore Columbia ("Columbia High School") è stato creato e sviluppato lo sport dell'Ultimate frisbee.